# Aguilarita
L'aguilarita és un mineral d'argent, seleni i sofre que pertany al grup de l'acantita. El seu nom fa honor a Ponciano Aguilar (1853-1935) que la descobrí a la mina San Carlos, estat de Guanajuato, Mèxic, el 1891. Fou descrita per Genth. És un mineral de formació relativament rara. Es forma a baixa temperatura en ambients de formació hidrotermal rics en els elements argent i seleni, que al mateix temps siguin pobres en sulfur. Acostuma a trobar-se juntament amb quars, calcita, proustita, plata, acantita, naumannita, pearceïta i estefanita.

Químicament és un sulfur de seleni i argent, de fórmula Ag₄SeS. És de color gris plom a negre ferro, amb una duresa de 2,5 en l'escala de Mohs i una densitat de 7,40-7,65 g/cm³. Cristal·litza en el sistema ortoròmbic. Apareix formant esquelets arborescents de cristalls pseudododecaedres, normalment allargats en la direcció d'una vora pseudocúbica o pesudooctaèdrica, fins de 3 cm; també es pot presentar en hàbit massiu i en intercreixements amb l'acantita, mineral isoestructural de l'aguilarita, i la naumannita.
S'extreu com a mena d'argent, encara que és d'importància secundària.
Segons la classificació de Nickel-Strunz, l'aguilarita pertany a «02.BA: sulfurs metàl·lics amb proporció M:S > 1:1 (principalment 2:1) amb coure, argent i/o or» juntament amb els següents minerals: calcocita, djurleita, geerita, roxbyita, anilita, digenita, bornita, bellidoïta, berzelianita, athabascaïta, umangita, rickardita, weissita, acantita, mckinstryita, stromeyerita, jalpaïta, selenojalpaïta, eucairita, naumannita, cervel·leïta, hessita, chenguodaïta, henryita, stützita, argirodita, canfieldita, putzita, fischesserita, penzhinita, petrovskaïta, petzita, uytenbogaardtita, bezsmertnovita, bilibinskita i bogdanovita.